# Psilotrichum moquinianum
Psilotrichum moquinianum är en amarantväxtart som beskrevs av Abeyw. Psilotrichum moquinianum ingår i släktet Psilotrichum och familjen amarantväxter. Inga underarter finns listade i Catalogue of Life.